# Kastet

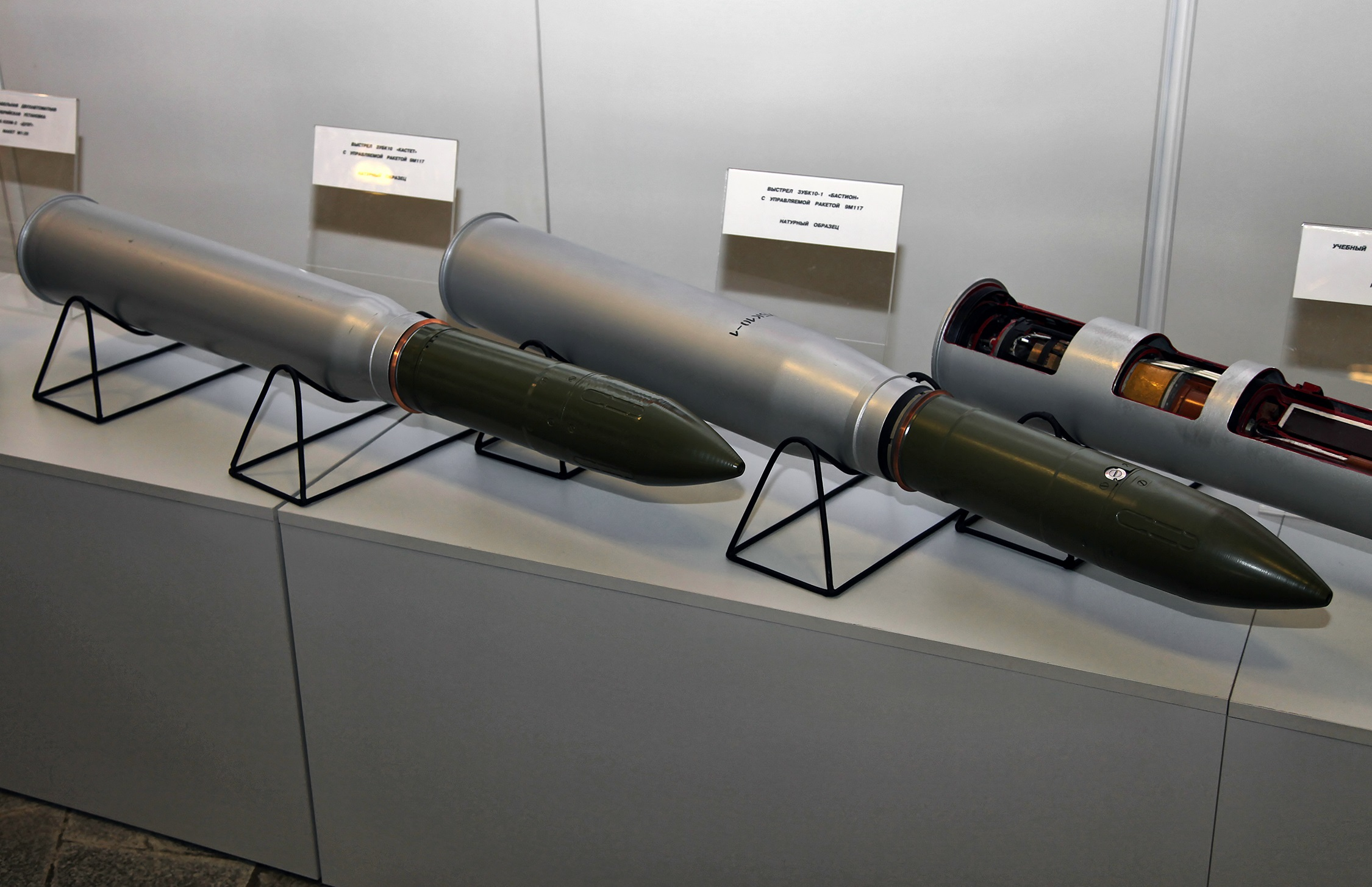
Kastet

La generazione di missili radioguidati lanciabili da elicotteri o da carri armati, divenne presto assai obsoleta dall'avvento dei sistemi di guida laser, meno vulnerabili. Per i carri T-55 AM2B, i BMP-3, i carri T-62 e i cannoni T-12 venne pensato il missile Kastet (nome in codice NATO: AT-10 Stabber), capace di estenderne le capacità di fuoco preciso fino ad oltre 4 km. La guida era laser su fascio direttore.